# 大仙寺傳戒
大仙寺傳戒，是1953年1月15日台灣臺南市白河區大仙寺舉辦為期十五日的傳授三壇大戒活動，這是戰後以來臺灣佛教首度傳大戒，由中國佛教會主導。

## 緣由
出身南台灣佛教「大崗山派」的開參法師，注重禪修和勞動，大仙寺在他住持之下，宛若唐代叢林制度的再現，被戰後來台的大陸僧侶，視為｢百丈遺風｣。該派自日治初期開創以降，勢力雖已遍及台灣南部，卻從未自行傳戒，太多僧尼未受大戒，所以開參法師想在白河大地震後的大仙寺重建完成時，舉行傳戒。

## 成員
傳戒由開參法師任得戒阿闍黎、智光法師任說戒師、太滄法師任羯磨師及道源法師任教授師，證蓮、南亭、慧峰、煮雲、星雲等法師任尊證師。白聖法師任開堂、戒德法師任陪堂。廣慈、淨念、浩霖等法師分任引禮、引贊、糾察。此次求戒有比丘40人、比丘尼132人、沙彌3人、沙彌尼1人、在家菩薩戒82人、五戒197人。

## 影響
大仙寺傳戒期間、佛教界頗為關注，其意義被學者譽為「傳戒革命」，對日後幾十年來臺灣佛教發展，產生深遠的影響。大仙寺傳戒有以下變革:
1. 頭上的戒疤從十二個減少至三個。
2. 禁止傳戒時的無理打罵。
3. ｢寄戒｣為費用照收，但須去繳費者家中講戒規和發證書。
4. 以後由｢中國佛教會｣決定何寺舉辦傳戒成為定規，迄解嚴後才改變。

《菩提樹》、《人生》等佛教刊物，時有報導相關訊息。印順法師亦發表〈受戒後更應該守戒〉，期勉新僧恪守戒律。這次活動有二大缺憾，除「寄戒」情形存在外，在傳戒期中亦無講戒。
傳戒之後四個月，大仙寺出版《臺南縣大仙寺冬期傳戒同戒錄》記錄此次傳戒大概經過。白聖法師也在1955年8月油印《臺南大仙寺開堂記：附頒發戒牒記》，詳述整個傳戒始末。

## 列表
- 江燦騰，《台灣當代佛教》台北：南天，2000，二版。
- 楊書濠，《從解嚴到戒嚴——中國佛教會在台灣政教關係中的挑戰與發展》，台北：中國佛教會，2010。
- 闞正宗，《中國佛教會在台灣——漢傳佛教的延續與開展》，台北：中國佛教會，2009。
- 闞正宗，《重讀台灣佛教：戰後台灣佛教(正、續編》，台北：大千佛教出版社，2004。
- 釋本善，〈戰後台灣佛傳授教三壇大戒之研究(1952-1987)〉，中壢圓光佛學研究所論文(2008年6月)。